# 112797 Grantjudy
112797 Grantjudy este un asteroid din centura principală de asteroizi.

## Descriere
112797 Grantjudy este un asteroid din centura principală de asteroizi. A fost descoperit pe 9 august 2002 la Haleakala de Andrew Lowe. Asteroidul prezintă o orbită caracterizată de o semiaxă mare de 2,28 ua, o excentricitate de 0,19 și o înclinație de 2,0° în raport cu ecliptica.